# Вільялькасар-де-Сірга
Вільялькасар-де-Сірга (ісп. Villalcázar de Sirga) — муніципалітет в Іспанії, у складі автономної спільноти Кастилія-і-Леон, у провінції Паленсія. Населення — 178 осіб (2010).
Муніципалітет розташований на відстані близько 220 км на північ від Мадрида, 33 км на північ від Паленсії.

## Демографія
Динаміка населення (INE ):